# Niklaus Knubel
Niklaus Knubel (* 17. Oktober 1841 in St. Niklaus; † 6. September 1877 am Liskamm) war ein Schweizer Bergsteiger und Bergführer aus dem Wallis. Er war Pionier des Frauenalpinismus und von Enchaînements.

## Pionier des Frauenalpinismus
Niklaus Knubel führte 1871 Lucy Walker als erste Frau aufs Matterhorn (4357 m ü. M.). Margaret Claudia Brevoort traversierte unter seiner Führung 1871 als erste Frau das Matterhorn von Zermatt nach Breuil.
Auch führte Knubel 1871 die erste Frau auf das Weisshorn (4506 m ü. M.) und die Dent Blanche (4357 m ü. M.).

## Pionier von  Enchaînements

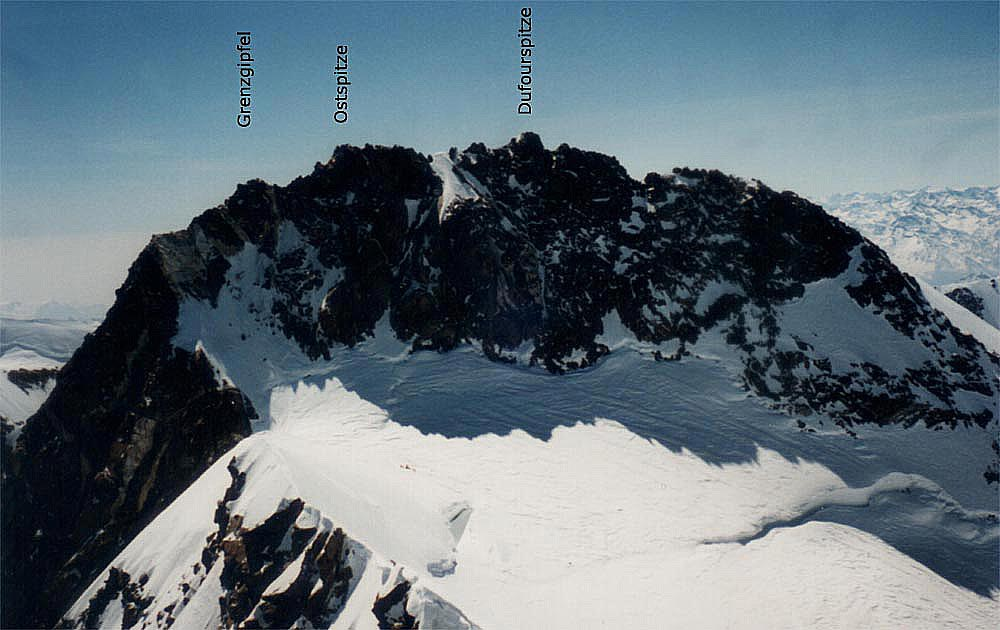
Grenzsattel, Grenzgipfel, Dunantspitze / Ostspitze und Dufourspitze des Monte Rosa

Am 23. Juli 1877 bestiegen die St. Niklauser Bergführer Niklaus Knubel und Josef Truffer mit Gästen an einem Tag nacheinander sowohl den Grenzsattel (4453 m ü. M.), den Grenzgipfel (4596 m ü. M.), die Dunantspitze / Ostspitze (4632 m ü. M.) und die Dufourspitze  (4634 m ü. M.) des Monte Rosa.

## Liskamm
Am 6. September 1877 verunfallten die drei Brüder Niklaus, Johannes und Peter Josef Knubel mit ihren Touristen am Liskamm. Etwa 150 Meter unter dem Gipfel brach eine Schneewächte des Ostgrats des Liskamm ein.

## Erstbegehungen (Auswahl)
- 18. August 1873: Erstbesteigung des Schwarzhorns (Corno Nero) mit seinem älteren Bruder Peter Knubel
- die weiteren Erstbegehungen siehe folgend unter Literatur